# Antithrixia
Antithrixia là một chi thực vật có hoa trong họ Cúc (Asteraceae).

## Loài
Chi Antithrixia gồm các loài: